# Antonio Sanabria
Arnaldo Antonio Sanabria Ayala (San Lorenzo, 4 marzo 1996) è un calciatore paraguaiano, attaccante del Torino e della nazionale paraguaiana.

## Biografia
Possiede la cittadinanza spagnola. È sposato con Maria Breton, con cui ha due figlie di nome Arianna e Mya.

## Caratteristiche tecniche
È un centravanti dotato di ottima tecnica e fiuto del gol, che preferisce giocare schiacciato tra linee difensive avversarie attaccando la profondità. È prezioso in fase offensiva per la capacità di partecipare alla manovra, riuscendo ad addomesticare i palloni e creando sponde grazie alla sua capacità nel gioco aereo.
Per via della sua duttilità può giocare sia come unico centravanti, sia in coppia come seconda punta tecnica, oppure come trequartista o ala sinistra che si accentra.

## Carriera

### Club

#### Gli inizi in Paraguay e Barcellona
Ha iniziato a giocare nel settore giovanile del Cerro Porteño nel 2004, rimanendovi fino al 2007; in questo anno suo padre si è trasferito in Spagna insieme alla famiglia per motivi lavorativi e così Antonio ha iniziato a giocare nel settore giovanile del La Blanca Subur, squadra dilettantistica spagnola della città di Sitges.
Dopo due stagioni è entrato a far parte del settore giovanile del Barcellona, con cui nel 2012-2013 ha anche ricevuto alcune convocazioni per delle partite della prima squadra, senza mai venire utilizzato in gare ufficiali. Nella stagione 2013-2014 entra a far parte della squadra riserve del Barcellona, pur continuando a giocare nel settore giovanile nelle partite di UEFA Youth League. Il 28 settembre 2013 fa il suo esordio nella seconda serie spagnola con la squadra riserve blaugrana; si tratta inoltre della sua prima partita in un campionato professionistico. Il 16 novembre ha giocato la sua prima partita da titolare a livello professionistico, nella vittoria per 2-1 sul campo del Girona; sette giorni più tardi ha invece segnato il suo primo gol nella partita persa per 2-1 in casa contro il Las Palmas.

#### Sassuolo e Roma
Il 29 gennaio 2014 passa alla società italiana del Sassuolo, su avallo della Roma, per 4,5 milioni di euro che possono arrivare a 12 milioni legati ai bonus e alla futura cessione del calciatore. Il 23 marzo 2014 fa il suo esordio contro l'Udinese, subentrando al 70' al posto di Davide Biondini; conclude la stagione con il club emiliano totalizzando 2 presenze.
Il 24 luglio si trasferisce ufficialmente alla Roma, con cui si allenava già da qualche giorno, a fronte del riconoscimento di un corrispettivo di 2,4 milioni di euro al Sassuolo, cui si aggiungono 2,5 milioni di euro al Barcellona come parte fissa dell'accordo preso sei mesi prima e fino a un massimo di ulteriori 7 milioni di euro come parte variabile in base a obiettivi sportivi e contrattuali; il calciatore firma un contratto quinquennale. Il 2 settembre non viene inserito nella lista dei 25, per la Champions League, dall'allenatore Rudi Garcia. L'8 febbraio fa il suo esordio stagionale nella vittoria per 2-1 al Sant'Elia sul Cagliari, subentrando al 74º minuto al posto di Adem Ljajić. Conclude la stagione con solo 2 presenze, entrambe da subentrante.

#### Il prestito allo Sporting Gijon
L'11 agosto 2015 si trasferisce in prestito allo Sporting Gijón. Il 20 settembre segna una doppietta contro il Deportivo La Coruña, reti che permettono ai biancorossi di vincere per 3-2 sui biancoblù, oltre ad essere le prime due marcature con il club asturiano. Il 6 dicembre realizza una tripletta contro il Las Palmas, ripetendosi poi il 22 gennaio 2016 segnando un'altra tripletta contro la Real Sociedad. Segnando nuovamente contro il Valencia su rigore raggiunge quota 10 gol, diventando così il più giovane giocatore nei campionati europei principali ad aver già segnato 10 gol in campionato nella stagione 2015-2016. Inoltre raggiunge un record prestigioso nella Liga, poiché in 50 anni solo 9 giocatori avevano toccato la doppia cifra prima di compiere 20 anni (Messi, Agüero, Raúl, Fernando Torres, Bojan, Morientes, Guerrero, Ufarte e Santillana). Conclude la stagione con un totale di 30 presenze e 11 gol segnati e fa ritorno alla Roma.

#### La cessione al Betis
Il 15 luglio 2016 viene ceduto al Betis per 7,5 milioni di euro; la Roma si riserva il 50% di una futura cessione e un diritto di riacquisto da 11 milioni entro due anni e 14,5 al termine del terzo. Esordisce con la squadra andalusa il 20 agosto successivo alla prima giornata di campionato, in occasione della sconfitta esterna per 6-2 contro il Barcellona. Segna la sua prima rete ufficiale con la maglia del Betis il 29 novembre 2016, siglando il gol-vittoria in Coppa del Re contro il Deportivo La Coruña. Il 4 dicembre segna il suo primo gol in campionato nel 3-3 casalingo contro il Celta Vigo.
Resta al Betis per due stagioni e mezza, collezionando complessivamente 64 presenze e 19 gol fra tutte le competizioni.

#### Genoa
Il 25 gennaio 2019, dopo avere rinnovato con il Betis fino al 2022, passa al Genoa in prestito per un anno e mezzo con diritto di riscatto fissato a 20 milioni, che diventa obbligo nel caso in cui segni 5 gol entro la fine del campionato oppure nel caso in cui segni 18 gol nell’anno solare. Arrivato col compito di sostituire il partente Krzysztof Piątek, esordisce il 28 gennaio seguente nella partita contro l'Empoli, nella quale segna anche il suo primo gol con la formazione ligure. Va a segno anche nella sfida successiva (pareggiata 1-1) contro il Sassuolo, mentre due settimane dopo va di nuovo a segno nel successo in rimonta per 2-1 contro la Lazio. Tuttavia questa è stata l'ultima rete stagionale col Grifone di Sanabria, che nella seconda parte di stagione non riesce a incidere, sbagliando anche un rigore nel pareggio per 1-1 contro la Roma a poche giornate dalla fine del torneo.
L'anno successivo viene prima impiegato meno da Aurelio Andreazzoli, e poi messo ai margini della rosa dal suo successore Thiago Motta, che tuttavia tornerà sui suoi passi facendolo partire titolare nel derby perso con la Sampdoria a causa di un infortunio accorso a Stefano Sturaro. Con l'arrivo sulla panchina dei liguri di Davide Nicola, Sanabria riesce a ritrovare più spazio tra i titolari e torna al gol nella trasferta allo stadio Marcantonio Bentegodi contro il Verona (poi persa 2-1) del 12 gennaio 2020. Nel girone di ritorno va a segno prima nella sfida salvezza vinta contro Lecce (2-1) e poi il 2 agosto 2020 all'ultima giornata contro il Verona, in cui segna la sua prima doppietta italiana, contribuendo così al successo finale per 3-0 che permette al Genoa di raggiungere la salvezza.

#### Ritorno al Betis e trasferimento al Torino
Terminato il prestito al Genoa, fa ritorno al Betis, con il quale mette insieme 20 presenze e 3 reti tra campionato e coppa nazionale prima di essere ceduto definitivamente nella sessione del mercato invernale 2021.
Il 31 gennaio 2021 viene acquistato a titolo definitivo dal Torino, dove ritrova Davide Nicola, suo allenatore durante l'esperienza al Genoa. Il 7 marzo successivo sigla la sua prima rete in granata, nella partita persa per 4-2 in casa del Crotone. Il 3 aprile segna la sua prima doppietta nel derby contro la Juventus, terminato 2-2. Conclude la prima stagione con 5 reti in 14 presenze.
Con l'approdo in panchina del tecnico croato Ivan Juric e complici gli infortuni di Andrea Belotti, nella stagione 2021-2022 si ritaglia un buono spazio, segnando 6 reti in 29 presenze.
Nella stagione 2022-2023 viene promosso a titolare e cambia il numero, passando dal numero 19 alla numero 9, lasciata libera da Belotti dopo l'addio. Il 29 aprile 2023, in occasione della 32ª giornata di campionato, segna la rete del momentaneo 1-1 nella partita casalinga, poi persa per il risultato di 1-2, contro l'Atalanta; è la 10ª rete in campionato per l'attaccante, che raggiunge la doppia cifra di marcature per la prima volta nel campionato italiano e, globalmente, per la seconda volta in carriera, dopo 7 anni dall'ultima volta. Concluderà con 12 reti in 36 presenze, di cui 33 in campionato, stabilendo il suo record personale.

### Nazionale
Nel 2013 ha partecipato al campionato sudamericano di calcio Under-17; a giugno dello stesso anno è stato convocato per i Mondiali Under-20, dove ha giocato 4 partite, 3 delle quali da titolare.
Il 14 agosto 2013 ha esordito con la nazionale maggiore, con cui ha giocato gli ultimi 9 minuti della partita amichevole pareggiata per 3-3 contro la Germania. Nel 2016 viene convocato per la Copa América Centenario, in sostituzione dell'infortunato Roque Santa Cruz. Il 5 ottobre 2017 realizza la sua prima rete in Nazionale nel successo esterno per 2-1 sulla Colombia, che tuttavia non è bastato ai paraguaiani per qualificarsi ai Mondiali in Russia. Nel 2019, dopo una seconda parte di stagione difficoltosa al Genoa, non viene convocato per la Copa América.
Nel mese di giugno del 2023, viene convocato per l'amichevole contro il Nicaragua ma, a seguito di frizioni di motivo extracalcistico con il commissario tecnico Guillermo Barros Schelotto, rifiuta la convocazione e annuncia il proprio ritiro dall'albirroja fino ad un cambio di guida tecnica.

## Statistiche

### Presenze e reti nei club
Statistiche aggiornate al 24 maggio 2025.
| Stagione        | Squadra         | Campionato      | Campionato | Campionato | Coppe nazionali | Coppe nazionali | Coppe nazionali | Coppe continentali | Coppe continentali | Coppe continentali | Altre coppe | Altre coppe | Altre coppe | Totale | Totale |
| Stagione        | Squadra         | Comp            | Pres       | Reti       | Comp            | Pres            | Reti            | Comp               | Pres               | Reti               | Comp        | Pres        | Reti        | Pres   | Reti   |
| --------------- | --------------- | --------------- | ---------- | ---------- | --------------- | --------------- | --------------- | ------------------ | ------------------ | ------------------ | ----------- | ----------- | ----------- | ------ | ------ |
| 2013-gen. 2014  | Barcellona B    | SD              | 10         | 3          | -               | -               | -               | -                  | -                  | -                  | -           | -           | -           | 10     | 3      |
| gen.-giu. 2014  | Sassuolo        | A               | 2          | 0          | CI              | 0               | 0               | -                  | -                  | -                  | -           | -           | -           | 2      | 0      |
| 2014-2015       | Roma            | A               | 2          | 0          | CI              | 0               | 0               | UCL                | 0                  | 0                  | -           | -           | -           | 2      | 0      |
| 2015-2016       | Sporting Gijón  | PD              | 29         | 11         | CR              | 1               | 0               | -                  | -                  | -                  | -           | -           | -           | 30     | 11     |
| 2016-2017       | Betis           | PD              | 22         | 4          | CR              | 2               | 1               | -                  | -                  | -                  | -           | -           | -           | 24     | 5      |
| 2017-2018       | Betis           | PD              | 17         | 8          | CR              | 0               | 0               | -                  | -                  | -                  | -           | -           | -           | 17     | 8      |
| 2018-gen. 2019  | Betis           | PD              | 15         | 2          | CR              | 3               | 2               | UEL                | 5                  | 2                  | -           | -           | -           | 23     | 6      |
| gen.-giu. 2019  | Genoa           | A               | 15         | 3          | CI              | 0               | 0               | -                  | -                  | -                  | -           | -           | -           | 15     | 3      |
| 2019-2020       | Genoa           | A               | 24         | 6          | CI              | 0               | 0               | -                  | -                  | -                  | -           | -           | -           | 24     | 6      |
| Totale Genoa    | Totale Genoa    | Totale Genoa    | 39         | 9          |                 | 0               | 0               |                    | -                  | -                  |             | -           | -           | 39     | 9      |
| 2020-gen. 2021  | Betis           | PD              | 16         | 3          | CR              | 4               | 0               | -                  | -                  | -                  | -           | -           | -           | 20     | 3      |
| Totale Betis    | Totale Betis    | Totale Betis    | 70         | 17         |                 | 9               | 3               |                    | 5                  | 2                  |             | -           | -           | 84     | 22     |
| gen.-giu. 2021  | Torino          | A               | 14         | 5          | CI              | 0               | 0               | -                  | -                  | -                  | -           | -           | -           | 14     | 5      |
| 2021-2022       | Torino          | A               | 29         | 6          | CI              | 0               | 0               | -                  | -                  | -                  | -           | -           | -           | 29     | 6      |
| 2022-2023       | Torino          | A               | 33         | 12         | CI              | 3               | 0               | -                  | -                  | -                  | -           | -           | -           | 36     | 12     |
| 2023-2024       | Torino          | A               | 35         | 5          | CI              | 2               | 0               | -                  | -                  | -                  | -           | -           | -           | 37     | 5      |
| 2024-2025       | Torino          | A               | 26         | 2          | CI              | 1               | 0               | -                  | -                  | -                  | -           | -           | -           | 27     | 2      |
| Totale Torino   | Totale Torino   | Totale Torino   | 137        | 30         |                 | 6               | 0               |                    | -                  | -                  |             | -           | -           | 143    | 30     |
| Totale carriera | Totale carriera | Totale carriera | 289        | 70         |                 | 16              | 3               |                    | 5                  | 2                  |             | -           | -           | 310    | 75     |

### Cronologia presenze e reti in nazionale
| Cronologia completa delle presenze e delle reti in nazionale ― Paraguay | Cronologia completa delle presenze e delle reti in nazionale ― Paraguay | Cronologia completa delle presenze e delle reti in nazionale ― Paraguay | Cronologia completa delle presenze e delle reti in nazionale ― Paraguay | Cronologia completa delle presenze e delle reti in nazionale ― Paraguay | Cronologia completa delle presenze e delle reti in nazionale ― Paraguay | Cronologia completa delle presenze e delle reti in nazionale ― Paraguay | Cronologia completa delle presenze e delle reti in nazionale ― Paraguay |
| Data                                                                    | Città                                                                   | In casa                                                                 | Risultato                                                               | Ospiti                                                                  | Competizione                                                            | Reti                                                                    | Note                                                                    |
| ----------------------------------------------------------------------- | ----------------------------------------------------------------------- | ----------------------------------------------------------------------- | ----------------------------------------------------------------------- | ----------------------------------------------------------------------- | ----------------------------------------------------------------------- | ----------------------------------------------------------------------- | ----------------------------------------------------------------------- |
| 14-8-2013                                                               | Kaiserslautern                                                          | Germania                                                                | 3 – 3                                                                   | Paraguay                                                                | Amichevole                                                              | -                                                                       | 82’                                                                     |
| 6-9-2013                                                                | Asunción                                                                | Paraguay                                                                | 4 – 0                                                                   | Bolivia                                                                 | Qual. Mondiali 2014                                                     | -                                                                       | 66’                                                                     |
| 16-10-2013                                                              | Asunción                                                                | Paraguay                                                                | 1 – 2                                                                   | Colombia                                                                | Qual. Mondiali 2014                                                     | -                                                                       | 61’                                                                     |
| 7-9-2014                                                                | Villach                                                                 | Paraguay                                                                | 0 – 0                                                                   | Emirati Arabi Uniti                                                     | Amichevole                                                              | -                                                                       |                                                                         |
| 15-11-2014                                                              | Luque                                                                   | Paraguay                                                                | 2 – 1                                                                   | Perù                                                                    | Amichevole                                                              | -                                                                       | 46’                                                                     |
| 28-5-2016                                                               | Atlanta                                                                 | Messico                                                                 | 1 – 0                                                                   | Paraguay                                                                | Amichevole                                                              | -                                                                       | 57’                                                                     |
| 8-6-2016                                                                | Pasadena                                                                | Colombia                                                                | 2 – 1                                                                   | Paraguay                                                                | Coppa America 2016 - 1º turno                                           | -                                                                       | 67’                                                                     |
| 11-6-2016                                                               | Filadelfia                                                              | Stati Uniti                                                             | 1 – 0                                                                   | Paraguay                                                                | Coppa America Centenario - 1º turno                                     | -                                                                       | 63’                                                                     |
| 5-10-2017                                                               | Barranquilla                                                            | Colombia                                                                | 1 – 2                                                                   | Paraguay                                                                | Qual. Mondiali 2018                                                     | 1                                                                       | 55’                                                                     |
| 10-10-2017                                                              | Asunción                                                                | Paraguay                                                                | 0 – 1                                                                   | Venezuela                                                               | Qual. Mondiali 2018                                                     | -                                                                       | 56’                                                                     |
| 12-6-2018                                                               | Innsbruck                                                               | Giappone                                                                | 4 – 2                                                                   | Paraguay                                                                | Amichevole                                                              | -                                                                       | 65’                                                                     |
| 20-11-2018                                                              | Durban                                                                  | Sudafrica                                                               | 1 – 1                                                                   | Paraguay                                                                | Amichevole                                                              | -                                                                       | 46’                                                                     |
| 23-3-2019                                                               | Harrison                                                                | Perù                                                                    | 1 – 0                                                                   | Paraguay                                                                | Amichevole                                                              | -                                                                       |                                                                         |
| 5-9-2019                                                                | Kashima                                                                 | Giappone                                                                | 2 – 0                                                                   | Paraguay                                                                | Amichevole                                                              | -                                                                       | 45’ 64’                                                                 |
| 10-9-2019                                                               | Amman                                                                   | Giordania                                                               | 2 – 4                                                                   | Paraguay                                                                | Amichevole                                                              | -                                                                       | 87’                                                                     |
| 10-10-2019                                                              | Kruševac                                                                | Serbia                                                                  | 1 – 0                                                                   | Paraguay                                                                | Amichevole                                                              | -                                                                       | 71’                                                                     |
| 13-10-2019                                                              | Bratislava                                                              | Slovacchia                                                              | 1 – 1                                                                   | Paraguay                                                                | Amichevole                                                              | -                                                                       | 90+1’                                                                   |
| 9-10-2020                                                               | Asunción                                                                | Paraguay                                                                | 2 – 2                                                                   | Perù                                                                    | Qual. Mondiali 2022                                                     | -                                                                       | 90+7’                                                                   |
| 14-10-2020                                                              | Mérida                                                                  | Venezuela                                                               | 0 – 1                                                                   | Paraguay                                                                | Qual. Mondiali 2022                                                     | -                                                                       | 76’                                                                     |
| 12-11-2020                                                              | Buenos Aires                                                            | Argentina                                                               | 1 – 1                                                                   | Paraguay                                                                | Qual. Mondiali 2022                                                     | -                                                                       | 86’                                                                     |
| 17-11-2020                                                              | Asunción                                                                | Paraguay                                                                | 2 – 2                                                                   | Bolivia                                                                 | Qual. Mondiali 2022                                                     | -                                                                       |                                                                         |
| 5-9-2021                                                                | Asunción                                                                | Paraguay                                                                | 1 – 1                                                                   | Colombia                                                                | Qual. Mondiali 2022                                                     | 1                                                                       | 74’                                                                     |
| 7-10-2021                                                               | Asunción                                                                | Paraguay                                                                | 0 – 0                                                                   | Argentina                                                               | Qual. Mondiali 2022                                                     | -                                                                       | 71’                                                                     |
| 10-10-2021                                                              | Santiago del Cile                                                       | Cile                                                                    | 2 – 0                                                                   | Paraguay                                                                | Qual. Mondiali 2022                                                     | -                                                                       | 65’                                                                     |
| 13-10-2021                                                              | La Paz                                                                  | Bolivia                                                                 | 4 – 0                                                                   | Paraguay                                                                | Qual. Mondiali 2022                                                     | -                                                                       | 53’                                                                     |
| 11-11-2021                                                              | Asunción                                                                | Paraguay                                                                | 0 – 1                                                                   | Cile                                                                    | Qual. Mondiali 2022                                                     | -                                                                       | 64’                                                                     |
| 27-1-2022                                                               | Asunción                                                                | Paraguay                                                                | 0 – 1                                                                   | Uruguay                                                                 | Qual. Mondiali 2022                                                     | -                                                                       | 72’                                                                     |
| 1-2-2022                                                                | Belo Horizonte                                                          | Brasile                                                                 | 4 – 0                                                                   | Paraguay                                                                | Qual. Mondiali 2022                                                     | -                                                                       | 69’                                                                     |
| 12-10-2023                                                              | Buenos Aires                                                            | Argentina                                                               | 1 – 0                                                                   | Paraguay                                                                | Qual. Mondiali 2026                                                     | -                                                                       | 70’                                                                     |
| 17-10-2023                                                              | Asunción                                                                | Paraguay                                                                | 1 – 0                                                                   | Bolivia                                                                 | Qual. Mondiali 2026                                                     | 1                                                                       | 67’                                                                     |
| 16-11-2023                                                              | Santiago del Cile                                                       | Cile                                                                    | 0 – 0                                                                   | Paraguay                                                                | Qual. Mondiali 2026                                                     | -                                                                       | 45+1’                                                                   |
| 21-11-2023                                                              | Asunción                                                                | Paraguay                                                                | 0 – 1                                                                   | Colombia                                                                | Qual. Mondiali 2026                                                     | -                                                                       | 46’                                                                     |
| 15-10-2024                                                              | Asunción                                                                | Paraguay                                                                | 2 – 1                                                                   | Venezuela                                                               | Qual. Mondiali 2026                                                     | 2                                                                       | 46’                                                                     |
| 14-11-2024                                                              | Asunción                                                                | Paraguay                                                                | 2 – 1                                                                   | Argentina                                                               | Qual. Mondiali 2026                                                     | 1                                                                       | 72’                                                                     |
| 19-11-2024                                                              | El Alto                                                                 | Bolivia                                                                 | 2 – 2                                                                   | Paraguay                                                                | Qual. Mondiali 2026                                                     | -                                                                       | 65’                                                                     |
| 20-3-2025                                                               | Asunción                                                                | Paraguay                                                                | 1 – 0                                                                   | Cile                                                                    | Qual. Mondiali 2026                                                     | -                                                                       | 77’                                                                     |
| 25-3-2025                                                               | Barranquilla                                                            | Colombia                                                                | 2 – 2                                                                   | Paraguay                                                                | Qual. Mondiali 2026                                                     | -                                                                       | 62’                                                                     |
| 5-6-2025                                                                | Asunción                                                                | Paraguay                                                                | 2 – 0                                                                   | Uruguay                                                                 | Qual. Mondiali 2026                                                     | -                                                                       | 70’                                                                     |
| 10-6-2025                                                               | San Paolo                                                               | Brasile                                                                 | 1 – 0                                                                   | Paraguay                                                                | Qual. Mondiali 2026                                                     | -                                                                       | 69’                                                                     |
| Totale                                                                  |                                                                         | Presenze                                                                | 39                                                                      |                                                                         | Reti                                                                    | 6                                                                       |                                                                         |